# Ambrosio Letelier Salamanca
Ambrosio Letelier, (Curepto, 1837 - desp. 1900), fue un militar del Ejército de Chile que alcanzó el grado de coronel y tuvo una importante trayectoria durante la Ocupación de la Araucanía y la Guerra del Pacífico.
Fue hijo de Cayetano Letelier Maturana y de Trinidad Salamanca y Verdugo, una familia terrateniente de la región de Talca, e ingresó a la Escuela Militar de donde egresó con el grado de subteniente.

## Militar y escritor
Tras su egreso de la escuela militar, participó en la Pacificación de la Araucanía que en aquel tiempo tuvo en el francés Orelio Antonio una complicación adicional.
En 1871 publicó un libro bajo el título "Apuntes de un Viaje a la Araucanía" y en 1875 una serie de reportes bajo el nombre genérico de "Reseña descriptiva de la Exposición" además de colaborar con los periódicos La esperanza, "La Opinión (Talca), y El Nacional de Vallenar.
Al comienzo de la guerra del Pacífico fue nombrado Jefe del Estado Mayor de las fuerzas en Antofagasta. En julio de 1880 dirigió una expedición desde Calama hasta el altiplano, por Santa Bárbara, Ascotán, Tapaquilcha hasta casi San Cristóbal. Participó en la Campaña de Lima y realizó un reconocimiento previo al campo de la Batalla de Chorrillos.: 147–148 

## Juicio

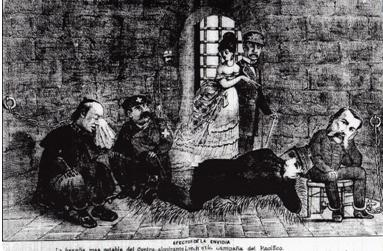
La revista El Padre Cobos del 1 de septiembre de 1881 critica a Patricio Lynch, debido al procesamiento y sanción a Letelier y algunos de sus subordinados. El grabado muestra encarcelados, engrillados y con un centinela a la vista a Letelier, al teniente coronel Hilario Bouquet y a dos personajes denominados como “El Esculapio” y “El Capellán”, de los cuales se desconoce por qué están incluidos en la caricatura. Bouquet, francés de nacimiento se caracterizó por su crueldad y sus prácticas reñidas con la moral, también fue condenado junto a Letelier y otro oficial de apellidos Romero Roa. El caricaturista atribuye los castigos dados a estos militares a la envidia de Lynch, quien observa atentamente la escena del brazo de una mujer de la alta sociedad peruana. El Almirante era acusado de gozar de fama y popularidad entre las damas limeñas, debido a su caballerosidad y triunfos obtenidos en los campos de batalla. La leyenda del dibujo asevera que esta es “la hazaña más notable del contra-almirante Lynch en la campaña del Pacífico”.

Sin embargo, su más afamada participación le cupo en el mando de la Expedición a Junín de 1881, cuando fue enviado a la sierra peruana a destruir las montoneras que se habían formado. Tras su regreso fue enjuiciado por apropiación indebida de fondos, encarcelado y enviado a Santiago, donde apeló a la condena ante la Corte Suprema, la que finalmente revocó las condenas carcelarias del tribunal militar en Lima. El 6 de septiembre de 1900 se condonaron por ley las deudas que le quedaban de la condena en Lima.: 147–149 